# Josephine Premice
Josephine Mary Premice (Brooklyn, 21 luglio 1926 – Manhattan, 13 aprile 2001) è stata un'attrice, cantante e ballerina statunitense di discendenza haitiana, nota per il suo lavoro sul palcoscenico di Broadway.

## Biografia
Josephine Mary Premice nacque a Brooklyn, New York, figlia di Thelomaine e Lucas Premice. I suoi genitori facevano parte dell'aristocrazia haitiana che fuggì da Haiti dopo che suo padre, Lucas Premice, che aveva rivendicato il titolo di Conte de Brodequin, aveva partecipato ad una fallita ribellione per cercare di rovesciare il presidente del paese. Lucas fu imprigionato in Guyana. Lui e un altro prigioniero a cui era incatenato evasero e fuggirono attraverso i boschi verso gli amici che li attendevano sulla costa. Il terzo giorno del loro viaggio l'altro uomo morì e si dice che Lucas abbia dovuto tagliare il braccio dell'uomo per liberarsi dalle catene. Fu portato in Francia, dove imparò a tagliare la pelliccia per i sarti. Alla fine emigrò a New York nei primi anni '20.
Premice e sua sorella Adele ricevettero l'istruzione e la formazione in una "scuola privata di perfezionamento" e furono trattate come una parte dell'élite, in un periodo in cui gli afroamericani venivano trattati come cittadini di seconda classe, anche negli stati del Nord.

## Teatro
Premice fece il suo debutto a Broadway in uno spettacolo del 1945 chiamato Blue Holiday. Lo spettacolo era stato coreografato da Katherine Dunham, con la quale Josephine aveva studiato danza e la sua co-protagonista era Ethel Waters. Era nel cast pre-Broadway del musical House of Flowers con Diahann Carroll e Pearl Baily. Josephine fu nominata per un Tony Award per il suo lavoro nel 1957 nel musical Jamaica come Ginger accanto alla protagonista Lena Horne. La sua successiva apparizione a Broadway le valse una seconda volta la candidatura al Tony Award come migliore attrice non protagonista per il suo ruolo in A Hand Is on the Gate, dove interpretava opere di poesia afroamericana accanto a James Earl Jones, Cicely Tyson e Gloria Foster. La sua apparizione finale a Broadway arrivò nel 1976 con il musical Bubbling Brown Sugar. Recensendo la produzione nel New York Times, Clive Barnes scrisse che "la Premice può quasi far diventare vivo un boa di piume".

## Cinema e televisione
Premice ha svolto un ruolo secondario nel film per la televisione del 1974 The Autobiography di Miss Jane Pittman nei panni della signora Gautier.
È stata guest star ne I Jefferson nel 1979, interpretando la sorella di Louise Jefferson e ne I Robinson nel 1986. Ha anche recitato in numerosi episodi di Tutti al college tra il 1991 e il 1993.

## Ultimi anni
Ex-studentessa della Columbia University con una laurea in antropologia, era anche nota per le sue registrazioni di calypso e il suo senso della moda.
Premice morì nella sua residenza di Manhattan il 13 aprile 2001 all'età di 74 anni per complicazioni dell'enfisema. Lei e il suo ex marito, Timothy Fales, avevano due figli, Enrico Fales (nato nel 1959) e Susan Fales-Hill. Nel 2003 sua figlia ha pubblicato una biografia di sua madre intitolata Always Wear Joy: My Mother, Bold and Beautiful (Indossa sempre gioia: mia madre, audace e bella).